# Paquita la del Barrio
Paquita la del Barrio, pseudônimo de Francisca Viveros Barradas (Veracruz, 2 de abril de 1947 – Veracruz, 17 de fevereiro de 2025) foi uma atriz e cantora mexicana. Foi mais conhecida por seu papel em María Mercedes.

## Filmografia

### Telenovelas
- Memòries de la tele (2009)
- XHDRbZ (2007) - Paquita
- Don Francisco presenta (2004)
- Velo de novia (2003) - Antonia "Mama Grande" Gonzales
- María Mercedes (1992) - Paquita
- Modelo antiguo (1992) - Paquita

### Documentários
- El Gran Show de los Peques (2012)
- Décadas (2010)
- Las mujeres mandan... Paquita la del Barrio (2008)
- Fiesta Mexicana ¡Un grito de alegría! (2006)
- Paquita la del Barrio: La trayectoria (2006)
- Cansada de besar sapos (2006)
- Estrellas y estrellados (2005)
- Premio lo Nuestro a la música latina 2005 (2005)
- Noche de estrellas: Premio lo Nuestro 2005 (2005)
- Celebremos México: Hecho en México (2005)
- Premios Oye 2004 (2004)
- Rumbo a los premios furia musical 2004 (2004)
- Don Francisco presenta (2004)
- El gordo y la flaca (2004)
- El show de Cristina (2004)
- Mama no te lo pierdas! (2003)
- La decada furiosa (2003)
- Esto es espectáculo (1996)
- Lo + plus (1996)

## Discografia
- 1988. Mi renuncia
- 1992. Desquítate conmigo
- 1993. Tres veces te engañé
- 1993. Te voy a recordar
- 1993. Paquita la del Barrio y sus boleros rancheros
- 1993. Ni un cigarro
- 1993. Invítame a pecar
- 1993. Bórrate
- 1994. Acábame de matar
- 1995. Dicen que tú
- 1998. Me saludas a la tuya
- 1999. Al cuarto vaso
- 2000. Piérdeme el respeto
- 2000. El club de los inútiles
- 2000. Azul celeste
- 2001. Taco placero
- 2001. Duro y contra ellos
- 2002. Verdad que duele
- 2002. Pa' puras vergüenzas
- 2002. Falsaria
- 2004. Que Mama tan chaparrita
- 2004. Para los inútiles
- 2004. Me estás oyendo, inútil?
- 2004. Lámpara sin luz
- 2004. La crema de la crema
- 2004. Hombres malvados
- 2005. Que Chulos Campos
- 2005. No me amenaces
- 2005. Mi historia
- 2005. Llorarás
- 2005. En la bohemia
- 2006. El estilo inconfundibl de Paquita la del barrio
- 2006. 20 éxitos
- 2007. Puro dolor
- 2007. No chifle usted
- 2008. Las consentidas de Paquita la del barrio
- 2008. Las mujeres mandan
- 2008. Lo nuevo de Paquita la del barrio

## Controvérsias
Em março de 2010, Paquita participou em um programa que comentava sobre a adoção redigida por casais homossexuais e ela afirmou:
| “ | Prefiro deixar uma criança na rua a ter que deixá-la para um casal homossexual. | ” |
|   | — Paquita.                                                                      |   |

## Morte
Paquita morreu no dia 17 de fevereiro de 2025, aos 77 anos, vitimada por uma embolia pulmonar.